# كيفن ماغانيا
كيفن ماغانيا (بالإسبانية: Kevin Magaña) هو لاعب كرة قدم مكسيكي في مركز الوسط، ولد في 2 يناير 1998 في غوادالاخارا في المكسيك. لعب مع نادي غوادالاخارا.

## وصلات خارجية
- كيفن ماغانيا على موقع قاعدة بيانات كرة القدم.إي يو (الإنجليزية)
- كيفن ماغانيا على موقع Soccerway.com (الإنجليزية)